# 膀胱害羞症
膀胱害羞症（英語：Paruresis） 又称害羞膀胱综合症（英語：Shy Bladder Syndrome）、境遇性排尿障碍、尿羞症、公厕恐惧症等是一种社会恐慌症。患者在有他人在场的情形下，出现排尿困难或无法排尿的情况。

## 成因
膀胱害羞症的成因目前还在研究中，一般认为是一种心理疾病，伴有显著的生理症状。

## 症状
通常的症状是：患者在一次或几次不愉快的排尿经验后，变得对在他人面前排尿感到焦虑。为了遣散这种焦虑，患者往往用更大的努力排尿，结果往往事与愿违，排尿变得越发困难，反过来增加焦虑。患者因此感到羞耻，不得不限制自己的生活以逃避这种场合的发生，如不去公共厕所等。

## 影响
有研究显示膀胱害羞症是一种相当常见的疾病。其学名“Paruresis”是由Williams和Degenhart在1954年的一篇论文裡发明的。在该论文裡，他们调查了1419个大学生，发现14.4%有偶然或经常的膀胱害羞经历。美国最近的调查显示，大约有7%的人口患有该病。

## 治疗
治療方法以系統脫敏法(graduated exposure therapy)和認知行為療法(cognitive behavioral therapy)為主，切勿感到羞恥，建議鼓起勇氣就醫並找到支持團體。如果患者對該疾病有充分的了解，並得到適當的治療，絕大多數都可以把徵狀控制在可掌握的範圍內。
在能正常自行排尿前，患者也可使用一些小技巧，恢復正常社交生活。若無可避免地需長期在外或長途旅行，可向醫生學習間歇性自我導尿法(Intermittent catheterization)，保證緊急時有緩解方法，正確練習後安全並無強烈不適感。也可練習閉氣法(breath holding)，當體內二氧化碳濃度降低到一定程度(感覺需要喘大口氣)，括約肌會自然放鬆而排尿；可從放鬆的環境開始練習閉氣下排尿，慢慢換到困難的環境練習。或者使用單獨的廁所、公共廁所的隔間。最重要的是患者應該保持良好的心態，不要因此感到羞恥，因為這只是一種臨床疾病，與糖尿病、心臟病等沒什麼兩樣，而沒有人會因為得糖尿病而羞恥。患者也可大方的把自己的「小癖」坦誠的告訴身旁的人，絕大多數人會很諒解，並迅速走開（畢竟，方便過後，別人也沒有理由留在廁所里）。